# Lengyelország a Junior Eurovíziós Dalfesztiválokon
Lengyelország tíz alkalommal vett részt a Junior Eurovíziós Dalfesztiválon.
A lengyel műsorsugárzó a Telewizja Polska, amely 1993 óta tagja az Európai Műsorsugárzók Uniójának, és 2003-ban csatlakozott a versenyhez.
Lengyelország két alkalommal aratott győzelmet (2018, 2019), egyben az első olyan ország, amely kétszer egymás után győzött.

## Története

### Évről évre

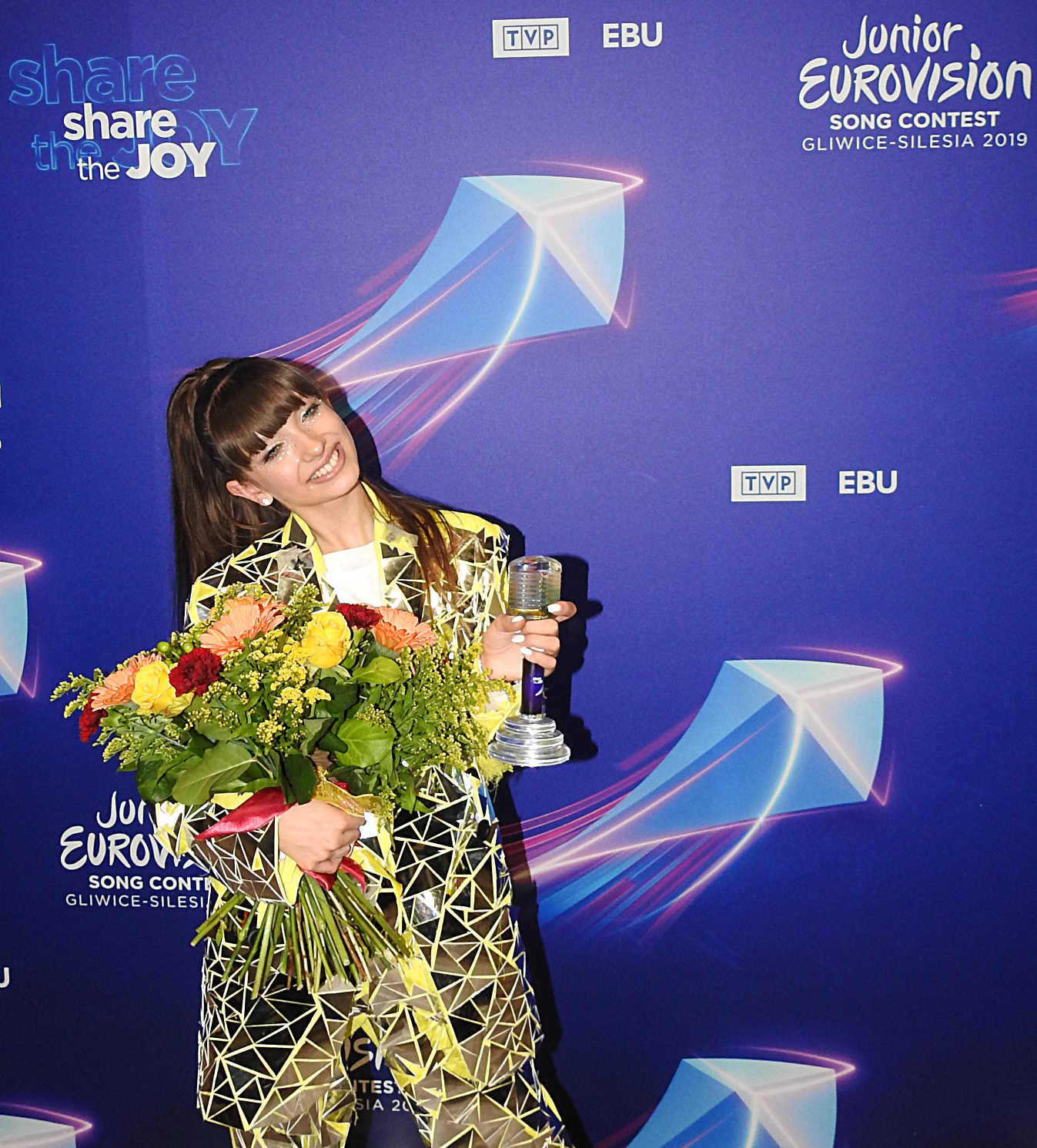
Viki Gabor, a 2018-as dalverseny győztes.

Lengyelország egyike annak a tizenhat országnak, melyek részt vettek a legelső, 2003-as Junior Eurovíziós Dalfesztiválon. A verseny legsikertelenebb országának volt mondható egészen 2016-os visszatérésükig. Az első két részvételüknél utolsó helyen végeztek. A rossz eredmények miatt a lengyel tévé 2005-ben visszalépett a versenytől annak ellenére, hogy 2003-ban aláírtak egy három évre szóló szerződést.
2008-ban szó volt a lehetséges visszatérésről, de ez nem történt meg. A lengyel állami műsorsugárzó, a TVP végül 2016-ban, tizenegy kihagyott év után tért vissza a gyerekek versenyére, ahol tizenegyedikként végeztek. A következő évben nyolcadikak, majd 2018-ban első alkalommal, ötödik próbálkozásukkor nyerték meg a versenyt, Roksana Węgiel, Anyone I Want to Be című dalával. 2019-ben Gliwice városa adott otthont a dalversenynek, amit először rendeztek Lengyelországban. A hazai rendezésű versenyen Viki Gabor képviselte a lengyeleket Superhero című dallal. Ez volt az első alkalom a gyermek dalverseny történetében, amikor ugyanaz az ország nyerte meg egymás után másodjára a versenyt. A versenyen összesen 278 pontot gyűjtöttek össze, amely a verseny eddigi legmagasabb pontszámát is jelenti.
Győzelmük után a következő évben ismét Lengyelországban rendezték a versenyt, ekkor kilencedik helyen zártak. 2021-ben csupán hat ponttal maradtak le az örmény győztes után. 2022-ben tizedikek lettek, 2023-ban hatodikak, míg 2024-ben visszatérésük óta másodszor nem jutottak a legjobb tíz közé, tizenkettedikek lettek.

### Nyelvhasználat
Lengyelország tíz versenydala közül három teljes egészében lengyel nyelvű volt, hét pedig lengyel és angol kevert nyelvű volt.

### Nemzeti döntő

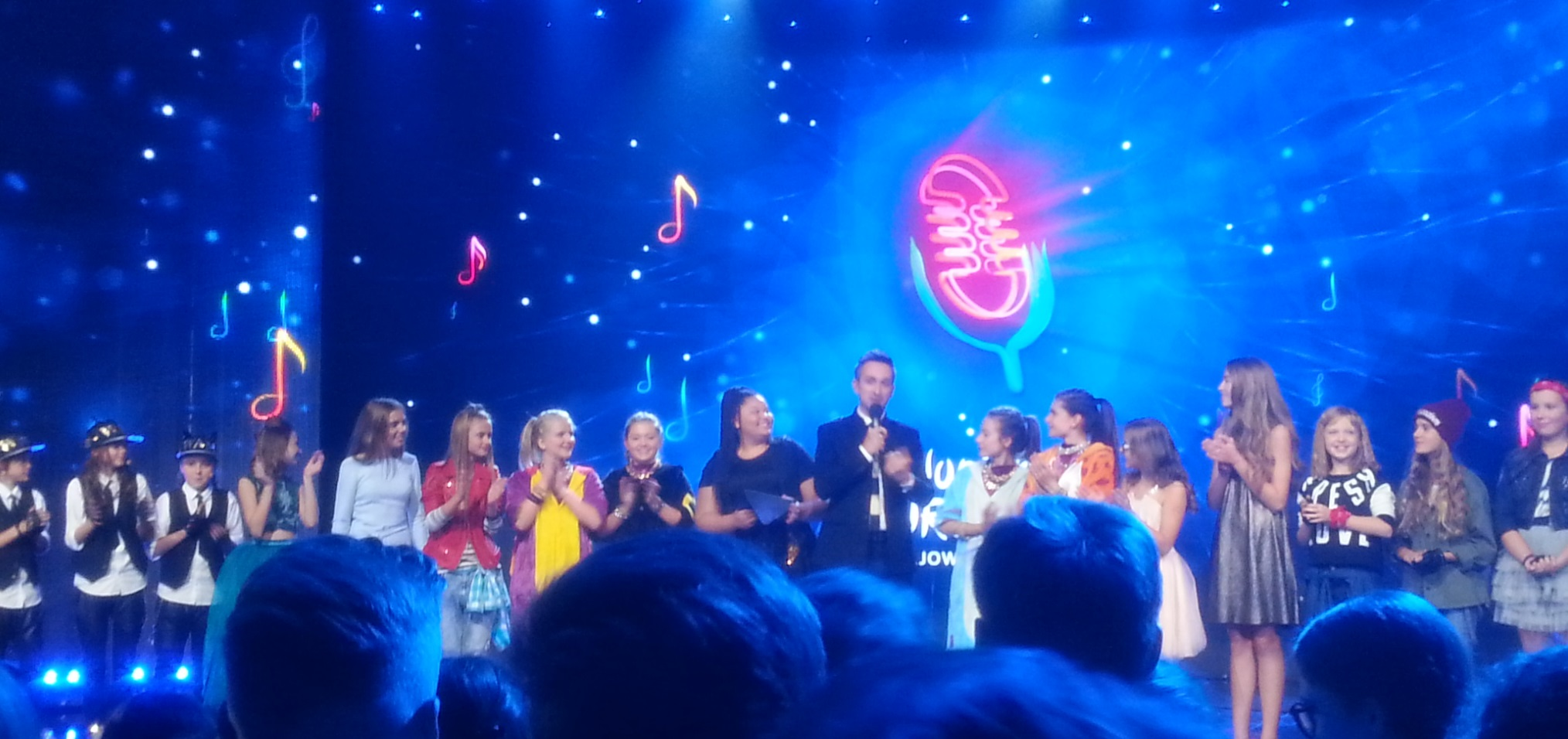
A 2016-os nemzeti döntő résztvevői és Destiny Chukunyere.

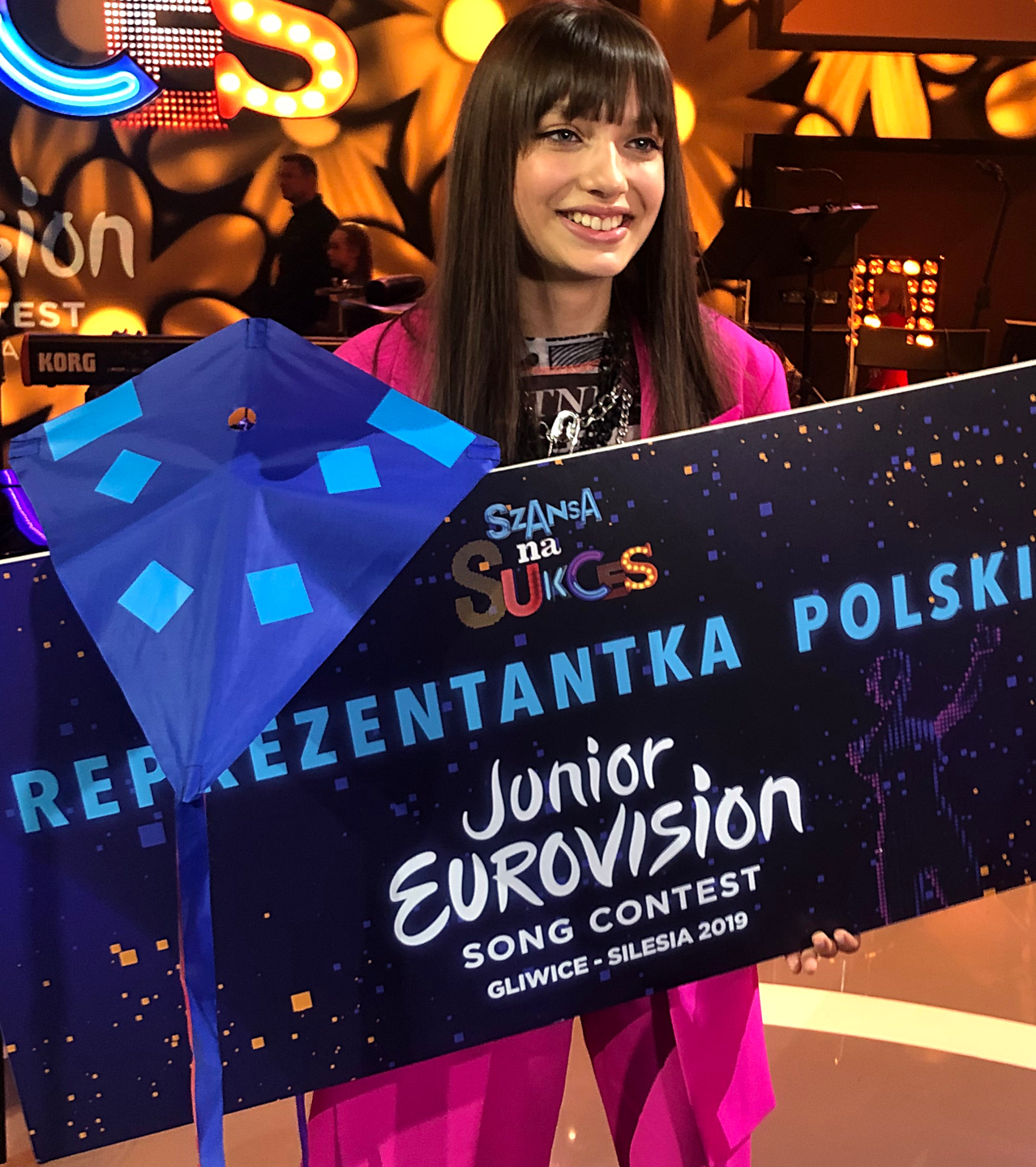
Viki Gabor a 2019-es Szansa na Sukces döntője után

Az 1993 óta majdnem minden évben megrendezett Szansa na Sukces elnevezésű tehetségkutató az ország 2018-as első győzelme óta egyben a lengyel junior eurovíziós nemzeti döntő is egészen 2024-ig. A tehetségkutató három elődöntőből és egy döntőből áll. Az elődöntőkben adásonként hét előadó versenyez, akik feldolgozásokat énekelnek. A zsűri három elődöntőn keresztül selejtez, mindegyik elődöntőből csupán egy előadó jut tovább a döntőbe, ahol összesen hárman versenyeznek. A döntő első fordulójában szintén feldolgozásokat énekelnek, majd ezután adják elő a saját dalukat, amelyből a zsűri és a nézők leadott szavazatai döntik el, melyik dal képviselje Lengyelországot a gyermek dalversenyen.
2018-ban döntöttek először a teljes belső kiválasztás mellett, amikor a lengyel televízió döntött az előadóról és daláról. 2016-ban és 2017-ben az a Krajowe Eliminacje nevű eurovíziós nemzeti döntőjük gyerek változatával (Krajowe Eliminacje do Konkursu Piosenki Eurowizji dla Dzieci) választották ki képviselőjüket. 2016-ban kilenc előadó és dal versenyzett, míg a következő évben eggyel több, tíz versenyzője volt a döntőnek. 2025-ben ismét belső kiválasztást alkalmaztak
Lengyelország első két részvétele során is nemzeti döntővel választották ki a lengyel junior eurovíziós képviselőket. 2003-ban tizenhárom, míg a következő évben eggyel kevesebb, tizenkettő előadó versenyzett a lengyel gyermek válogatóban.

## Résztvevők
| Év   | Előadó           | Dal                  | Magyar fordítás                | Helyezés | Pontszám |
| ---- | ---------------- | -------------------- | ------------------------------ | -------- | -------- |
| 2003 | Kasia Żurawik    | Coś mnie nosi        | Valami késztet a nyüzsgésre    | 16.      | 3        |
| 2004 | KWADro           | Łap życie            | Ragadd meg az életet!          | 17.      | 3        |
|      |                  |                      |                                |          |          |
| 2016 | Olivia Wieczorek | Nie zapomnij         | Ne felejtsd el!                | 11.      | 60       |
| 2017 | Alicja Rega      | Mój dom              | Otthonom                       | 8.       | 138      |
| 2018 | Roksana Węgiel   | Anyone I Want to Be  | Bárki, aki lenni akarok        | 1.       | 215      |
| 2019 | Viki Gabor       | Superhero            | Szuperhős                      | 1.       | 278      |
| 2020 | Ala Tracz        | I’ll Be Standing     | Állni fogok                    | 9.       | 90       |
| 2021 | Sara James       | Somebody             | Valaki                         | 2.       | 218      |
| 2022 | Laura            | To The Moon          | A Holdra                       | 10.      | 95       |
| 2023 | Maja Krzyżewska  | I Just Need a Friend | Csak egy barátra van szükségem | 6.       | 124      |
| 2024 | Dominik Arim     | All Together         | Mindannyian együtt             | 12.      | 61       |
| 2025 | Marianna Kłos    |                      |                                |          |          |

## Szavazástörténet

### 2003–2024
| Hely | Ország             | Pont |
| ---- | ------------------ | ---- |
| 1.   | Ukrajna            | 64   |
| 2.   | Grúzia             | 51   |
| 3.   | Spanyolország      | 41   |
| 4.   | Örményország       | 40   |
| 5.   | Fehéroroszország   | 39   |
| 6.   | Ausztrália         | 37   |
| 7.   | Franciaország      | 36   |
| 8.   | Észak-Macedónia    | 34   |
| 9.   | Hollandia          | 30   |
| 10.  | Egyesült Királyság | 28   |

| Hely | Ország          | Pont |
| ---- | --------------- | ---- |
| 1.   | Írország        | 44   |
| 2.   | Málta           | 44   |
| 3.   | Ukrajna         | 44   |
| 4.   | Hollandia       | 41   |
| 5.   | Szerbia         | 36   |
| 6.   | Portugália      | 34   |
| 7.   | Albánia         | 33   |
| 8.   | Spanyolország   | 32   |
| 9.   | Észak-Macedónia | 28   |
| 10.  | Franciaország   | 27   |

Lengyelország még sosem adott pontot a döntőben a következő országoknak: Észtország, Norvégia, San Marino, Svájc, Svédország, Wales
Lengyelország még sosem kapott pontot a döntőben a következő országoktól: Dánia, Görögország, Lettország, Norvégia, Románia, San Marino, Svájc, Svédország

## Rendezések
| Év   | Város   | Helyszín      | Műsorvezetők                                                     | Résztvevők | Szlogen        |
| ---- | ------- | ------------- | ---------------------------------------------------------------- | ---------- | -------------- |
| 2019 | Gliwice | Gliwice Arena | Ida Nowakowska, Roksana Węgiel, Aleksander Sikora                | 19         | Share The Joy  |
| 2020 | Varsó   | TVP székház   | Ida Nowakowska-Herndon, Małgorzata Tomaszewska, Rafał Brzozowski | 12         | Move the World |

## Háttér
| Év        | Rendező                                          | Kommentátor                                      | Pontbejelentő                                    |
| --------- | ------------------------------------------------ | ------------------------------------------------ | ------------------------------------------------ |
| 2003      | Koppenhága                                       | Jarosław Kulczycki                               | N/A                                              |
| 2004      | Lillehammer                                      | Artur Orzech                                     | Jadwiga Jaskulski                                |
| 2005–2015 | Nem vettek részt és nem közvetítették a versenyt | Nem vettek részt és nem közvetítették a versenyt | Nem vettek részt és nem közvetítették a versenyt |
| 2016      | Valletta                                         | Artur Orzech                                     | Nicoletta Włodarczyk                             |
| 2017      | Tbiliszi                                         | Artur Orzech                                     | Dominika Ptak                                    |
| 2018      | Minszk                                           | Artur Orzech                                     | Grace                                            |
| 2019      | Gliwice                                          | Artur Orzech                                     | Marianna Józefina Piątkowska                     |
| 2020      | Varsó                                            | Artur Orzech                                     | Marianna Józefina Piątkowska                     |
| 2021      | Párizs                                           | Aleksander Sikora és Marek Sierocki              | Matylda                                          |
| 2022      | Jereván                                          | Aleksander Sikora                                | Viki Gabor                                       |
| 2023      | Nizza                                            | Aleksander Sikora                                | Gabrysia Wojciechowicz                           |
| 2024      | Madrid                                           | Artur Orzech                                     | Maja Krzyżewska                                  |
| 2025      | Tbiliszi                                         |                                                  |                                                  |

## Galéria

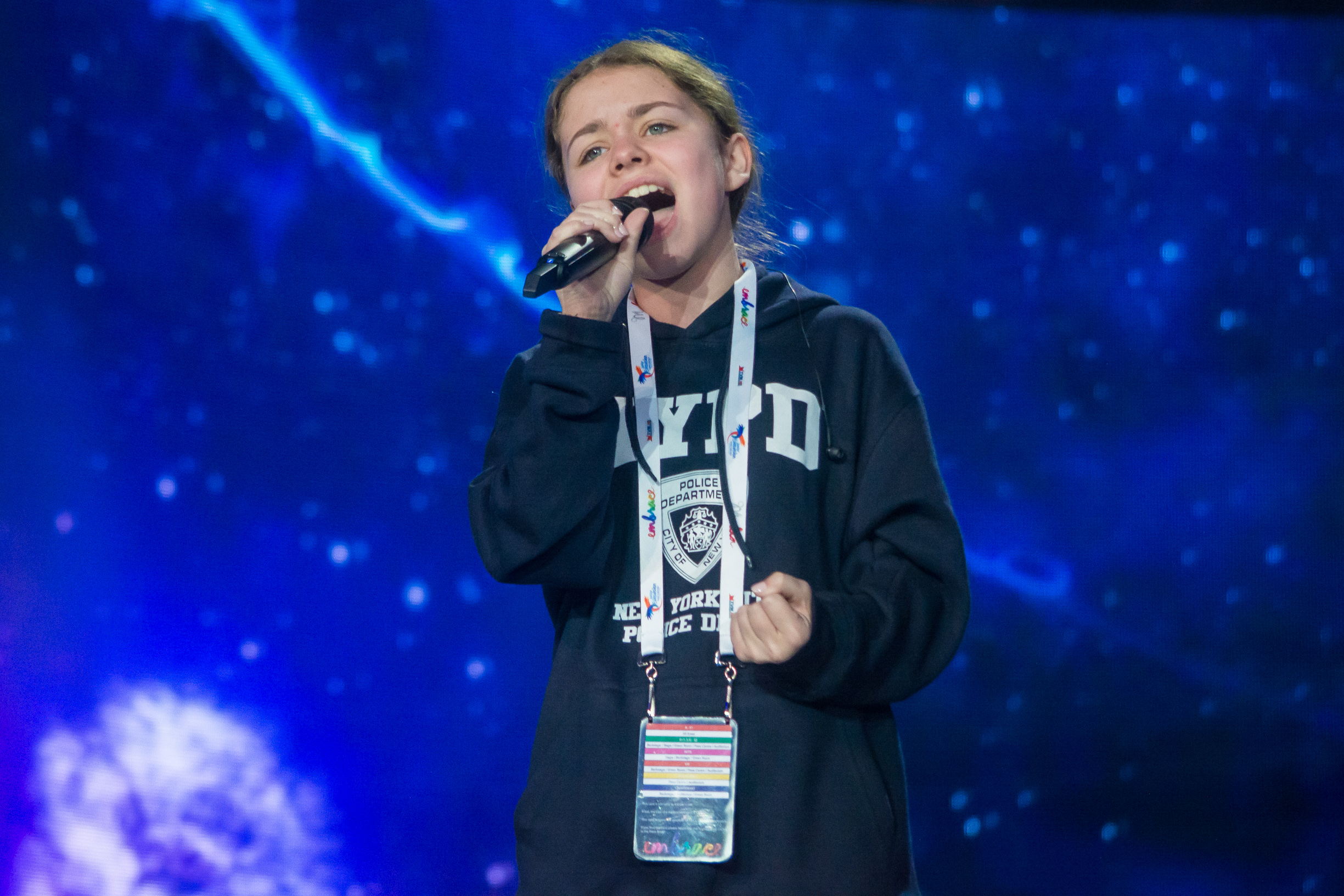
Olivia Wieczorek Vallettán (2016)
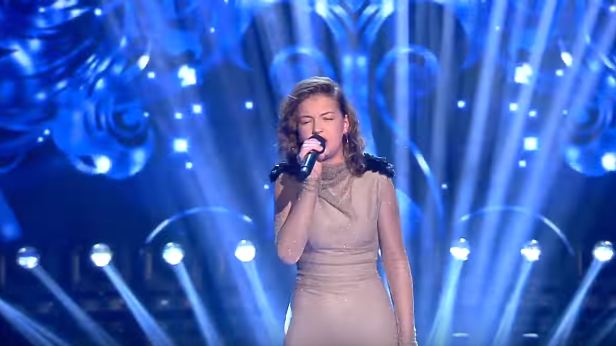
Alicja Rega Tbilisziben (2017)
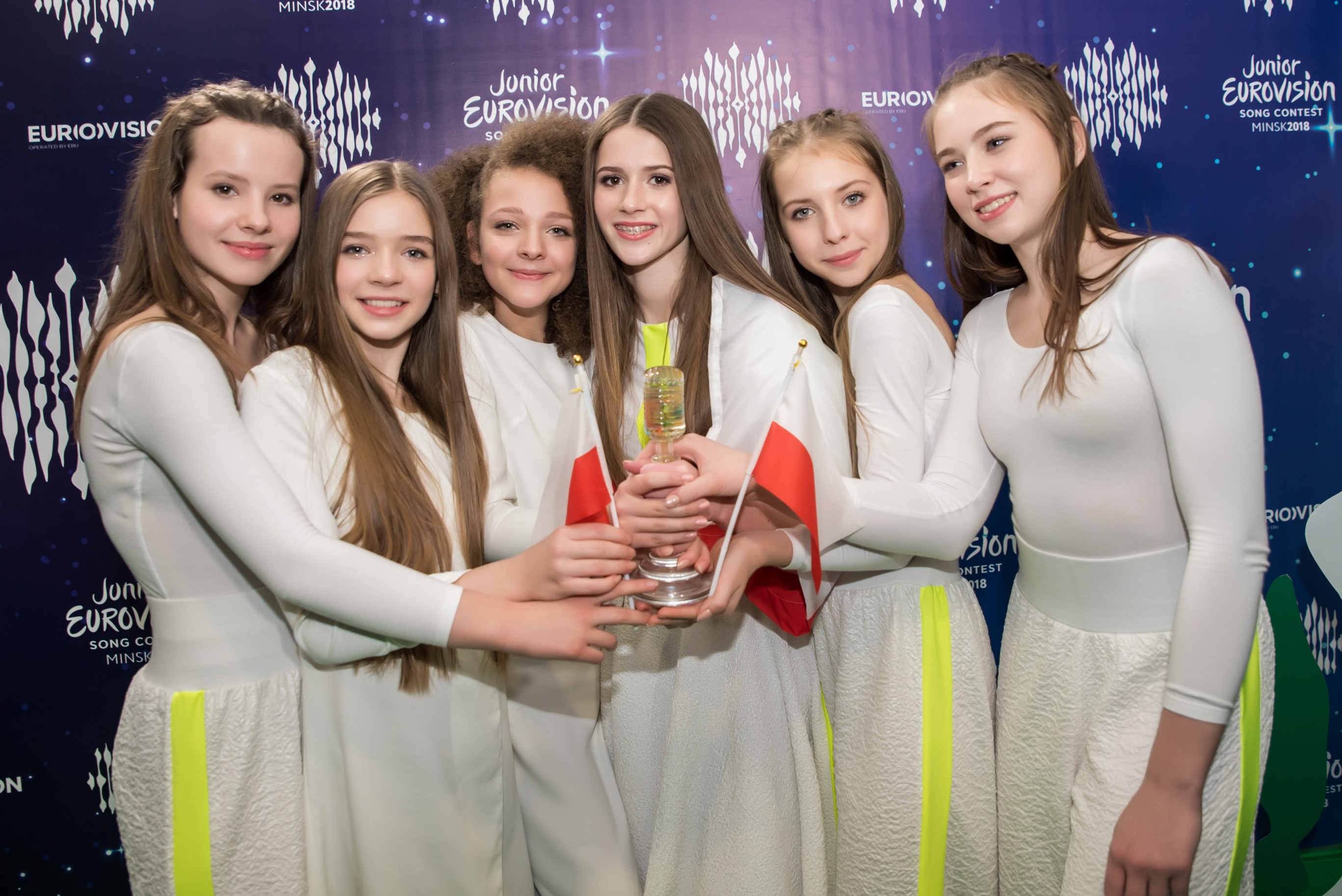
Roksana Węgiel Minszkben (2018)
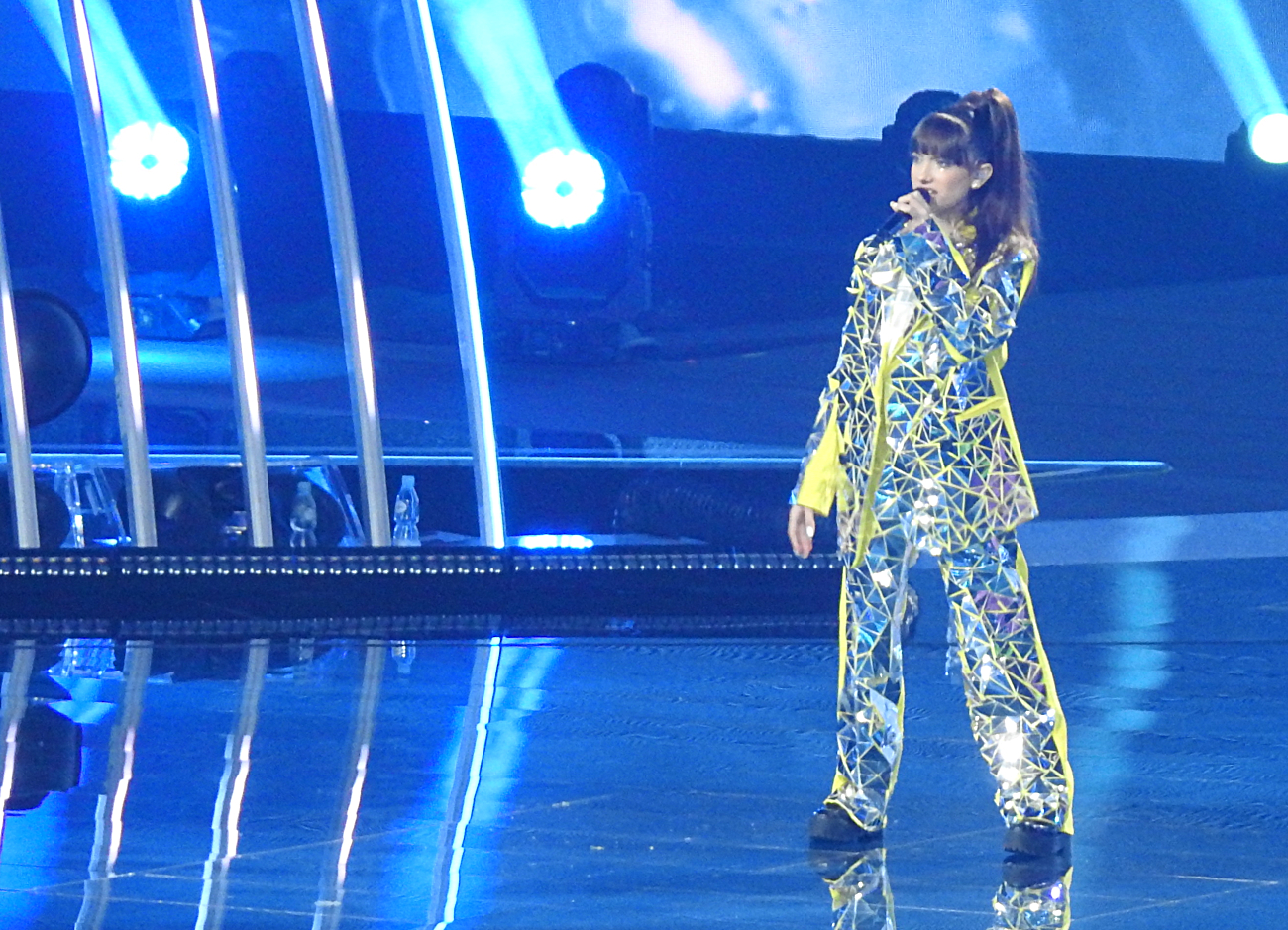
Viki Gabor Gliwicében (2019)
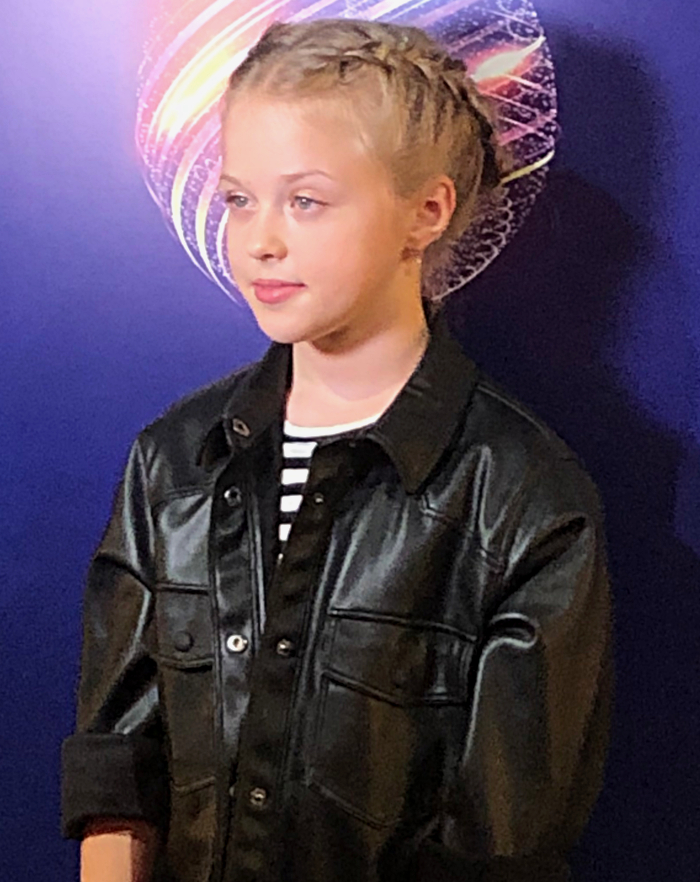
Ala Tracz Varsóban (2020)

## Lásd még
- Lengyelország az Eurovíziós Dalfesztiválokon